# Трудове (Кизилжарський район)
Трудове́ (каз. Трудовое) — село у складі Кизилжарського району Північноказахстанської області Казахстану. Входить до складу Новонікольського сільського округу.
Населення — 273 особи (2021; 295 у 2009, 317 у 1999, 268 у 1989).
Національний склад станом на 1989 рік:
- росіяни — 67 %
- казахи — 23 %.